# Félag
Félag (norrønt for sammenslutning eller selskab) var en finansiel sammenslutning mellem flere personer i vikingetiden.

## Etymologi
Ordet félag består af fé (kvæg eller rigdom) og betydningen af "at lægge", der betyder "et lægge ejendom sammen".
Norrønt félagi "kammerat" eller "ledsager" der oprindeligt betød "én som har félag med andre" har givet det engelske ord fellow fra oldengelsk feolaga, dansk fælle fra olddansk felge og norsk felle.
Det moderne engelsk ord fellowshop stammer fra den norrøne féllag, ve dat tilføje suffikset "-ship" og er beslægtet med det islandske félagskap''. Ordet findes også i nordtyske sprog, norsk fellesskap, dansk fællesskab og hollandsk veilig.

## Inskriptioner på runesten
Félag nævnes på en lang række runesten, men særligt i formen félagi, hvor det betyder "kammerat", "våbenbroder" eller "partner". Runesten der bruger termen félag inkluderer Sö 292 i Bröta, Vg 112 i Ås, Vg 122 i Abrahamstorp, den ny tabte Vg 146 i Slöta, Vg 182 i Skattegården, U 391 i Villa Karlsro, den nu tabte U 954 i Söderby, DR 1 i Haddeby, DR 66 og DR 68 i Århus, DR 125 i Dalbyover, DR 127 i Hobro, DR 262 i Fosie, DR 270 i Skivarp, DR 279 i Sjörup, DR 316 i Norra Nöbbelöv, DR 318 i Håstad, DR 321 i Västra Karaby, DR 329 og DR 330 in Gårdstånga, DR 339 i Stora Köpinge og Berezanj-stenen i Berezanj, Ukraine.

### N 648
Félag nævnes på N 648, der er en runekjevle (cylinderformet stykke træ med glatte sider til runer) der blev udgravet i Bryggen, Bergen, kaldet Bryggeninskriptionerne. Disse inskriptioner er dateret til begyndelsen af 1300-tallet, og omtaler Þórir den Smukke, som hilser sin félagi Hafgrímr, og spørger om hjælp.